# Neuquenia paupercula
Neuquenia paupercula är en spindelart som först beskrevs av Simon 1905.  Neuquenia paupercula ingår i släktet Neuquenia och familjen mörkerspindlar. Inga underarter finns listade i Catalogue of Life.